# Lien Chan
Lien Chan (chin. trad. 連戰, chin. upr. 连战, pinyin Lián Zhàn; ur. 27 sierpnia 1936 w Xi’an) – tajwański polityk.
Urodził się w Xi’an w Chinach kontynentalnych, po zwycięstwie komunistów w 1949 roku jego rodzina uciekła jednak na Tajwan. Studiował nauki polityczne na Narodowym Uniwersytecie Tajwanu, doktorat obronił w Chicago (1965). Pracował m.in. jako wykładowca Narodowego Uniwersytetu Tajwanu, pełnił funkcję dziekana Wydziału Nauk Politycznych tej uczelni. W latach 1975–1976 był ambasadorem Republiki Chińskiej w Salwadorze, 1981–1987 ministrem transportu i komunikacji, 1987–1988 wicepremierem, 1988–1990 ministrem spraw zagranicznych, 1990–1993 gubernatorem prowincji Tajwan. W latach 1993–1997 zajmował stanowisko premiera Republiki Chińskiej, 1996–2000 wiceprezydenta. Startował w wyborach prezydenckich w 2000 i 2004 z ramienia Kuomintangu. W 2000 roku zdobył trzecią lokatę, uzyskując 23,1% głosów. W 2004 roku zdobył 49,89% głosów, przegrywając z urzędującym prezydentem Chen Shui-bianem o 0,2 punktu procentowego.
Od 2000 do 2005 Lien Chan był przewodniczącym Kuomintangu. Wcześniej zasiadał w komitecie centralnym (od 1983) i był wiceprzewodniczącym partii (od 1993). W kwietniu 2005, jako pierwszy lider Kuomintangu od 1949 roku, udał się z wizytą do Chin kontynentalnych i spotkał z przywódcami ChRL (m.in. przewodniczącym ChRL Hu Jintao). Jego następcą (jak i kandydatem KMT na prezydenta w wyborach 2008) został Ma Ying-jeou.
W grudniu 2010 został uhonorowany Pokojową Nagrodą Konfucjusza, będącą reakcją władz chińskich na Pokojową Nagrodę Nobla dla dysydenta Liu Xiaobo. Biuro Liena poinformowało, że nie został on oficjalnie powiadomiony o otrzymaniu nagrody, natomiast sam laureat odmówił jej odebrania.
W lutym 2013 roku ponownie odwiedził ChRL, spotykając się m.in. z Xi Jinpingiem.